# Haley Nemra
Haley Nicole Nemra (Marysville, 4 ottobre 1989) è un'ex mezzofondista statunitense naturalizzata marshallese.

## Biografia
Figlia di padre marshallese, nata negli Stati Uniti d'America e solo nel 2007 ha ottenuto la cittadinanza dello stato insulare. In questo modo, Nemra ha potuto prendere parte come rappresentante delle Isole Marshall ai Giochi olimpici di Pechino 2008 competendo negli 800 metri piani. La possibilità di partecipazione ai Giochi olimpici si è riproposta dopo quattro anni a Londra 2012, occasione in cui è stata portabandiera della delegazione nazionale nel corso della cerimonia d'apertura della manifestazione.

## Palmarès
| Anno | Manifestazione                | Sede    | Evento       | Risultato | Prestazione | Note |
| ---- | ----------------------------- | ------- | ------------ | --------- | ----------- | ---- |
| 2006 | Campionati oceaniani juniores | Apia    | 800 m piani  | Bronzo    | 2'31"08     |      |
| 2006 | Campionati oceaniani juniores | Apia    | 1500 m piani | Bronzo    | 5'32"57     |      |
| 2008 | Giochi olimpici               | Pechino | 800 m piani  | Batteria  | 2'18"83     |      |
| 2012 | Campionati oceaniani          | Apia    | 400 m piani  | 6ª        | 58"96       |      |
| 2012 | Campionati oceaniani          | Apia    | 800 m piani  | Argento   | 2'16"04     |      |
| 2012 | Giochi olimpici               | Londra  | 800 m piani  | Batteria  | 2'14"90     |      |

## Altre competizioni internazionali
2010
- Ai Giochi micronesiani ( Koror):  nei 400 m, nei 800 m,  nei 1500 m e  nei 5000 m